# Alf Bonnevie Bryn
Alf Bonnevie Bryn (26 de agosto de 1889 — 12 de setembro de 1949) foi um engenheiro de patente, alpinista, jogador de golfe, romancista e escritor norueguês de não-ficção.

## Vida pessoal
Bryn nasceu em Kristiania, filho de Alfred Jørgen Bryn e neto de Jacob Aall Bonnevie. Ele era casado com Sofie Lind Mortensen, de 1912 a 1920, com Sigrid Gude, de 1921 a 1945, e com Bodil Harriet Martinsen, em 1946. Bryn morreu em Oslo em 1949.

## Carreira

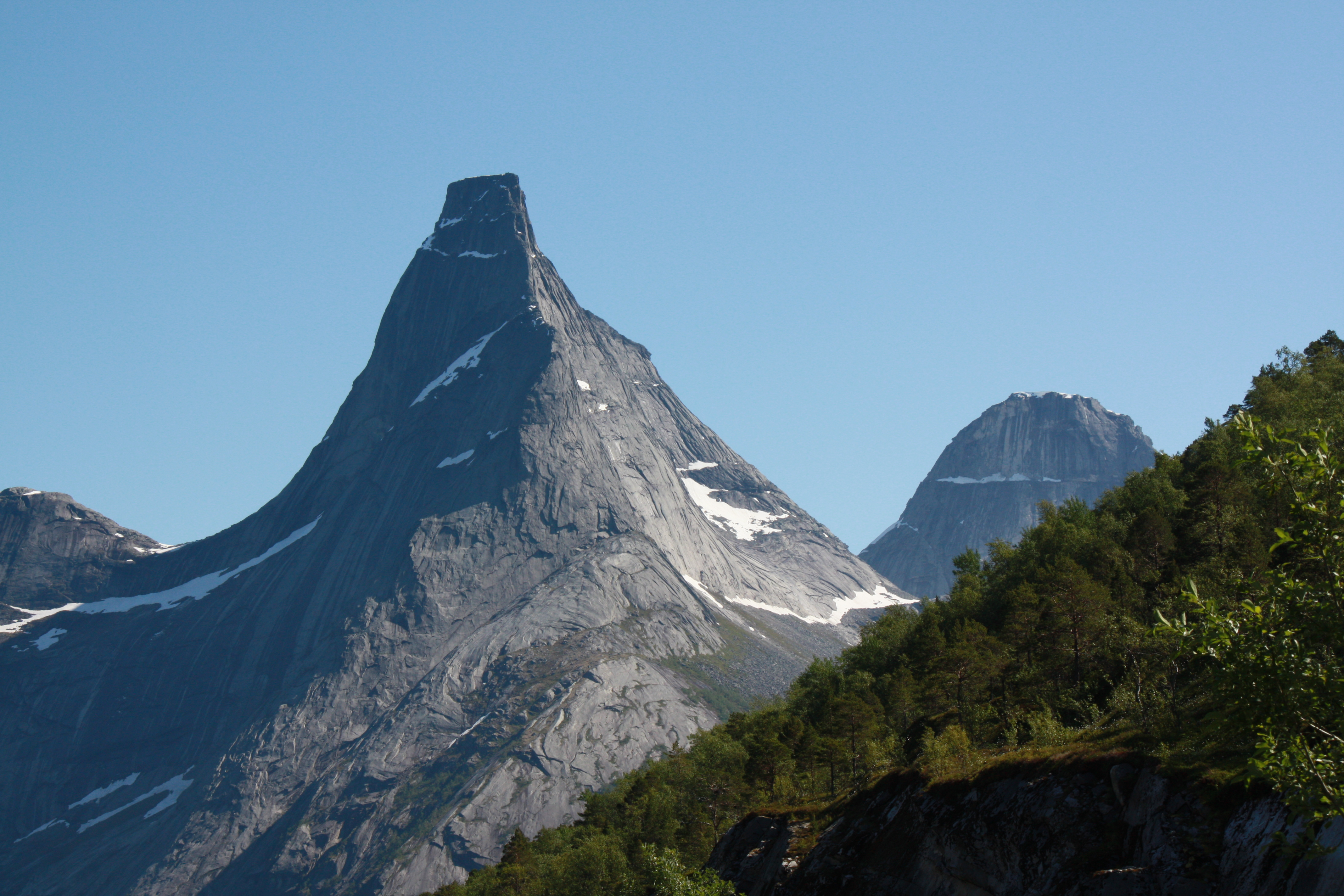
Stetind foi escalado pela primeira vez em 1910 por Bryn, Rubenson e Schjelderup.

Bryn terminou o ensino médio em 1906 e depois se matriculou para estudar engenharia na Suíça. Ele era um alpinista ansioso e foi o cofundador do clube de alpinismo Norsk Tindeklub em 1908. Ele fez várias ascensões na Suíça, na Córsega e na Noruega, incluindo a primeira ascensão com êxito de Stetind em 1910, com Ferdinand Schjelderup e Carl Wilhelm Rubenson. Dentre as suas primeiras escaladas de 1910 foram também as primeiras ascensões de Lofoten, as cimeiras de Svolværgeita e de Trakta, ambas as vezes acompanhadas por Schjelderup e Rubenson, e a primeira ascensão de Klokketind.
Bryn se formou na Polytechnicum de Zurique, em 1911, e, posteriormente, trabalhou para o escritório de patente de seu pai por muitos anos. Ele participou de vários esportes diferentes durante essa época, tanto como atleta quanto como organizador. Estes incluíam golfe, tênis, pugilismo, remo e esportes a motor. Publicou, também, vários romances policiais sobre o detetive "Peter van Heeren", os quais mais tarde serviram de base a um filme de 1957. Bryn estava entre os partidários da Expedição Polar de 1926, liderada por Amundsen e por Nobile, com o dirigível Norge. Criou, em 1927, sua própria empresa, Alf B. Bryns Patentbyrå. Em 1931 defendeu sua tese de doutorado em direito de patentes, Über die Frage der Erfindungshöhe. Posteriormente, publicou artigos e livros sobre o assunto. De 1940 a 1941, ele trabalhou como gerente no Ministério do Aprovisionamento. Ele foi preso e solto em 1941 depois de cinco meses sob custódia, nos endereços Møllergata 19 e Grini. Em 1943, ele publicou o livro Tinder og banditter sobre as experiências de alpinismo na Córsega, junto com George Finch e Max Finch.